# 디안 사스트로와르도요
디안 사스트로와르도요(인도네시아어: Dian Sastrowardoyo, 1982년 3월 16일 ~ )는 인도네시아의 모델, 배우이다. 2010년부터 로레알 인도네시아 브랜드 모델로 활동하고 있다.

## 영화
- 아루나 & 리단야 (2018년)
- 카르티니 (2017년)
- 왓츠 위드 러브 2 (2016년)
- 소울 메이트(인도네시아어판) (2005년)
- 바뉴 비루 (2005년)
- 운구 바이올렛 (2005년)
- 레당산의 공주 (2004년)
- 친타에게 무슨 일이? (2002년)
- 모래의 속삭임 (2001년)